# 1789
Cette page concerne l'année 1789  du calendrier grégorien.
Pour l’article homonyme, voir 1789 (film).
L'année 1789 est une année commune qui commence un jeudi.

## Événements
- Nuit du 29 au 30 janvier, Vietnam : victoire des Tây Sơn à la bataille de Ngoc Hoi-Dông Da sur le corps expéditionnaire chinois venu rétablir les Lê[1].
- Mars : deuxième guerre cafre entre colons d’Afrique du Sud et Bantou[2] (fin en 1793).
- 7 avril : début du sultanat ottoman de Sélim III (fin en 1807)[3]. Il inaugure des réformes (Tanzimat) pour tenter de sauver l’empire ottoman[4].
- 17 avril : début du règne d'Agonglo, roi d’Abomey (fin en 1797)[5]. Il est incapable de réprimer les troubles qui éclatent dans son pays et d’éviter les attaques dirigées par ses voisins. À sa mort le chaos règne au Dahomey pendant une vingtaine d’années jusqu’au règne de Ghézo.
- 28 avril : début de la mutinerie de la Bounty conduite par Fletcher Christian[6].
- Avril : épidémie de variole à Port Jackson en Australie. Elle se diffuse parmi les aborigènes de la région dont la moitié est décimée[7].
- 10 mai : début de la rébellion de Menashi-Kunashir entre les Aïnous et les Japonais sur la péninsule de Shiretoko au nord-est de Hokkaidō[8].
- 25 novembre, Australie : le gouverneur de Nouvelle-Galles du Sud Arthur Phillip capture deux survivants aborigènes de l’épidémie de variole, Bennelong et Colbee, pour entrer en contact amical avec eux. Bennelong sera emmené en Grande-Bretagne en 1793[9].
  - Les aborigènes s’étonnent de l’attitude des colons, qui dédaignent le poisson frais pour manger de la morue salée importée, se refusent à manger du kangourou, importent des renards de Grande-Bretagne pour les chasser sans l’intention de les manger. Ils sont horrifiés par la brutalité avec laquelle les Blancs se traitent les uns les autres à Port Jackson et par leur mépris de l’environnement. Même s’ils ne s’intéressent pas au commerce, ils convoitent vite certains objets (couteaux et haches en acier) et denrées (tabac, farine, thé, sucre, alcool), qui vont bouleverser leurs structures sociales traditionnelles. Les aborigènes pensent tout d’abord que ces hommes à peau blanche sont leurs ancêtres venus leur rendre visite, mais ils se rendent vite compte des intentions des envahisseurs, qui veulent leur prendre leurs meilleures terres. Les colons ne comprennent pas leurs valeurs et leur organisation sociale complexe.
- Décembre, empire ottoman : nomination du réformateur Hamidi Zade Mustafa Efendi à la tête des ulémas par Sélim III[10].
- Muhammad Pacha devient gouverneur (wali) de Mossoul (fin en 1806). Son gouvernement marque l’apogée de la dynastie des Djalîlî (en) à Mossoul[11].
- Promulgation d'importants codes de lois en Mongolie (1789 et 1815)[12].

### Amérique
- 7 janvier : première élection présidentielle aux États-Unis ; un mois plus tard, George Washington est désigné Président de l'Union[13].
- 4 mars : entrée en vigueur de la Constitution américaine[14].
- 21 avril - 10 mai, Brésil : échec de la conjuration Mineira dans l'État du Minas Gerais. Des révolutionnaires menés par le « Tiradentes » organisent un soulèvement populaire pour exiger l'indépendance du Brésil. Le soulèvement échoue, Tiradentes est exécuté le 21 avril 1792, mais devient le célèbre martyr de l'indépendance brésilienne[15].

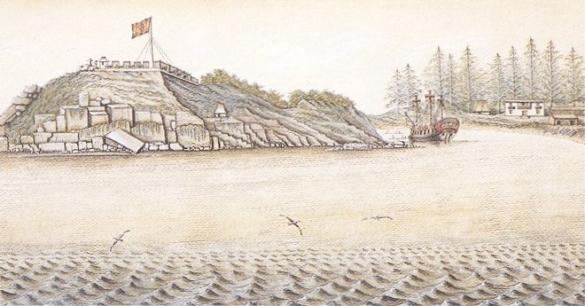
le Fort San Miguel à Nootka en 1793

- 6 mai : le capitaine espagnol Esteban José Martínez prend possession de Nootka Sound, sur l'île de Vancouver[16], et y construit le Fort San Miguel. Ce sera le seul établissement espagnol au Canada.
- 14 juillet : le voyageur britannique Alexander Mackenzie découvre le fleuve en Arctique qui portera son nom[17].
- 6 octobre : tremblements de terre à Saint-Domingue[18].
- 17 octobre : le comte de Revillagigedo prend ses fonctions de vice-roi de Nouvelle-Espagne[19] (fin en 1794).
- Nouvelle-Écosse : les Acadiens obtiennent le droit de vote.

### Europe
- 17 janvier, Pologne : la Diète de quatre ans décide la suppression du Conseil permanent et déclare son mandat illimité dans le temps[20]. Elle gouverne seule, délibérant à la majorité des voix et non suivant les ordres. Elle fait disparaître avec le gouvernement central, les départements de la Police et de la Justice, mais maintient la commission de l’éducation. Elle décide une augmentation de l’armée, qui est portée à 65 000 hommes, l’établissement d’un impôt foncier, y compris sur les biens ecclésiastiques et les biens nobles, qui sont taxés pour la première fois. Cet impôt rapporte neuf millions de zlotys sur les seize escomptés, mais double les ressources de l’État par rapport à 1788. Pour administrer les provinces, des commissions mixtes civiles et militaires, élues par les diétines, sont instaurées. Un vif sentiment russophobe dans l’opinion publique accompagne toutes ces mesures[21].
- 26 janvier : la décision du gouvernement genevois d'augmenter le prix du pain déclenche une émeute à Saint-Gervais, le quartier le plus populaire de Genève[22].
- 31 janvier : Zoubov devient le favori de Catherine II de Russie[23].
- 10 février : suppression de la corvée par Joseph II[24]. Sa mort en 1790 empêche l’application de la mesure. Projet de Joseph II de création d’un impôt de quotité payable par tous les propriétaires et celui d’un cadastre général pour asseoir cet impôt. Un décret royal ordonne l’introduction en Hongrie de l’impôt unitaire sur les terres tant nobiliaires que paysannes, imposant 12,22 % des revenus. Le paysan qui n’accomplit plus de corvées paye en plus 17,25 % de redevances à son seigneur propriétaire au titre du rachat de la corvée.
- 21 février : soucieux de prendre en main la direction des Affaires étrangères, Gustave III de Suède met en place un régime proche de l’absolutisme par l’Acte d’union et de sûreté[25].
- 9 mars : Ludovico Manin devient doge de Venise (fin en 1797)[26].

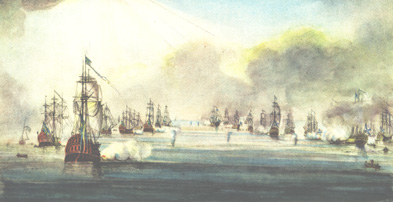
26 juillet :.

- 26 juillet : combat naval indécis entre la Suède et la Russie près de Bornholm (amiral Greigh)[27].
- 1er août (21 juillet du calendrier julien) : victoire de Souvorov et du prince de Cobourg sur les Turcs à Focșani, en Moldavie[28].
- 18 août : révolution liégeoise[29]. Le prince-évêque de Liège est chassé par un coup d’État de la bourgeoisie, soutenue par les travailleurs et les paysans. La féodalité est abolie.
- 24 août : victoire russe du prince de Nassau-Siegen sur la Suède à la bataille de Svensksund (en) dans le Golfe de Finlande[27].
- 22 septembre (11 septembre du calendrier julien) : victoire russe sur les Turcs à la bataille de Rymnik (Râmnicu Sărat)[28].
- 7 septembre : la Diète polonaise désigne une « députation » pour travailler à une Constitution[30]. Ignacy Potocki (1751-1809), grand maître de la maçonnerie polonaise et adversaire de la Russie, y tient le rôle principal.

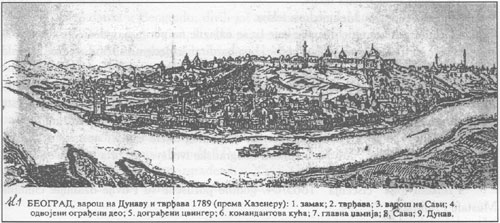
8 octobre : prise de Belgrade.

- 8 octobre : prise de la forteresse de Belgrade par les Autrichiens du maréchal Laudon[31].
- 13 octobre : prise d'Akkerman par le général Platov à la tête des Cosaques du Don[31].
- 24 octobre : insurrection de patriotes, provoquée par la politique religieuse, conduite par l’avocat Vonck, en Belgique. Les Patriotes belges réfugiés aux Pays-Bas proclament la déchéance de Joseph II comme duc de Brabant et envahissent les Pays-Bas autrichiens[32].
- 27 octobre : le chef de l’armée belge, Van der Mersch, bat les Autrichiens à Turnhout[32].

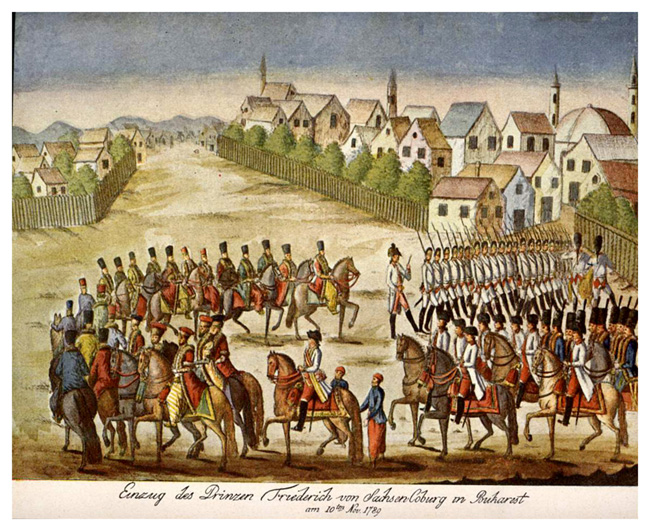
10 novembre : Cobourg occupe Bucarest

- 10 novembre : Cobourg occupe Bucarest[33].

13 novembre : combat dans les rues de Gand.

- 13 novembre : les Patriotes brabançons entrent à Gand où la population se soulève ; les troupes autrichiennes du général d’Arberg évacuent la citadelle la nuit du 16 au 17 novembre[32]. Cet épisode est connu sous le nom des « Quatre journées de Gand ».
- 14 novembre : Potemkine prend Bender[31].
- 24 novembre : formation en Pologne d’une union des villes sur l’initiative de Jean Dekert (en), le maire de Varsovie, réunissant 141 villes royales[34].
- 11 - 18 décembre, Révolution brabançonne : les Autrichiens évacuent Bruxelles et les places principales. Les Patriotes déclarent l’indépendance. Deux courants s’opposent : les « statistes », avec Van der Noot entendent seulement s’affranchir de la tutelle étrangère en faisant respecter l’existence des franchises et le respect du pouvoir des États. Les « vonckistes » sont plus radicaux et hostiles à l’Ancien Régime[32].
- En Espagne, le ministre Floridablanca s’attache à supprimer tout risque de contagion révolutionnaire : cordon sur les frontières, censure accrue par l’Inquisition. Les Cortes sont dispersés[35].

#### France
En France, pendant la Révolution française, plusieurs évènements se sont déroulés. Cet été-là, quatre grands évènements ont « changé » la nation française.

14 juillet : la Prise de la Bastille par Jean-Pierre Houël.

- 17 juin : le tiers état se proclame Assemblée nationale[36].
- 20 juin : serment du Jeu de Paume[36].
- 23 juin : Séance royale[37].
- 9 juillet : proclamation de l'Assemblée constituante[36].
- 11 juillet : renvoi de Necker[38].
- 12 juillet : Émeutes des 12 et 13 juillet 1789.
- 14 juillet : prise de la Bastille[38].
- 4 août : abolition des privilèges et du système féodal[36].
- 26 août : déclaration des droits de l'homme et du citoyen[36].
- 5-6 octobre : révolte du peuple de Paris[39].
- 2 novembre : nationalisation des biens du clergé catholique[40].
- 22 décembre : décret de la division de la France en départements[41].
- 24 décembre : les protestants obtiennent le droit de cité[42].

## Naissances en 1789

### Janvier
- 3 janvier : Carl Gustav Carus, médecin et peintre allemand († 28 juillet 1869).
- 7 janvier : Maria Valberhova, comédienne et professeur de théâtre russe († 27 septembre 1867).
- 22 janvier : Luca Passi, prêtre catholique italien, fondateur de la Société de Sainte Dorothée, béatifié en 2013 († 18 avril 1866).
- 29 janvier : Matilin an Dall, sonneur de bombarde français († 14 septembre 1859).

### Février
- 2 février : Jean-Marie Jacomin, peintre français († 6 mai 1858).
- 16 février : Antoine-Gaspard Couillard, seigneur, médecin et homme politique canadien († 12 juin 1847).

### Mars
- 7 mars : Michel Martin Drolling, peintre français († 9 janvier 1851).
- 16 mars : Georg Simon Ohm, physicien allemand et inventeur du galvanomètre († 6 juillet 1854).

### Avril
- 17 avril : Amédée de Failly, homme politique belge († 24 avril 1853).
- 24 avril : François Costé, magistrat et homme politique français († 23 janvier 1848).
- 28 avril : Pierre-Joseph Dedreux-Dorcy, peintre français († 9 octobre 1874).

### Mai
- 20 mai : Marcellin Champagnat, fondateur des frères maristes († 6 juin 1840).

### Juin
- 1er juin : Marie Zinck, chanteuse d'opéra danoise († 6 avril 1823).
- 5 juin : Franz von Hartig, homme politique et journaliste autrichien († 11 juin 1865).
- 24 juin : Silvio Pellico, écrivain italien († 31 janvier 1854).
- 27 juin : Friedrich Silcher, compositeur allemand († 26 août 1860).
- 29 juin : Carl Ludwig Blume, botaniste hollandais († 3 février 1862).
- 30 juin : Horace Vernet, peintre français, membre de l'Institut († 17 janvier 1863).

### Juillet
- 3 juillet : Johann Friedrich Overbeck, peintre allemand († 12 novembre 1869).
- 11 juillet : Aloys Henhöfer, théologien chrétien allemand († 5 décembre 1862).
- 19 juillet : John Martin, peintre britannique († 17 février 1854).
- 22 juillet : Jean-Charles Langlois, militaire et peintre français († 23 mars 1870).

### Août
- 5 août : Auguste Vinchon, peintre français († 16 août 1855).
- 6 août : Sebastiano Santi, peintre italien († 18 avril 1866).
- 9 août : Nicolas-Charles Bochsa, musicien, compositeur, chef d'orchestre, éditeur et directeur de théâtre français († 6 janvier 1856).
- 16 août : Pierre-Roch Vigneron, graveur et peintre français († 12 octobre 1872).
- 20 août : Bernardo de Monteagudo, avocat, magistrat, homme politique, journaliste, militaire, fonctionnaire, diplomate, écrivain, intellectuel et révolutionnaire espagnol puis argentin († 28 janvier 1825).
- 21 août : Augustin Louis Cauchy, mathématicien français († 23 mai 1857).
- 25 août : Toussaint Jean Hippolyte de Cornulier, militaire, homme politique et industriel français († 16 juillet 1862).
- 28 août : Stéphanie de Beauharnais, future grande-duchesse de Bade († 28 janvier 1860).

### Septembre
- 1er septembre : Franz Anton Adam Stockhausen, harpiste, pédagogue et compositeur allemand († 10 septembre 1868).
- 4 septembre : Charles Gaudichaud-Beaupré, botaniste français († 16 janvier 1854).
- 9 septembre : William Cranch Bond, astronome américain († 29 janvier 1859).
- 15 septembre : James Fenimore Cooper, écrivain américain († 14 septembre 1851).
- 16 septembre : Mariano de Aycinena y Piñol, homme politique guatémaltèque († 29 mars 1855).

### Octobre
- 16 octobre : Joseph Mayseder, violoniste et compositeur autrichien († 21 novembre 1863).
- 24 octobre : Ramón Carnicer, compositeur et pédagogue espagnol († 17 mars 1855).
- 25 octobre : Carlos María de Alvear, militaire et homme d'État espagnol puis argentin († 3 novembre 1852).

### Novembre
- 21 novembre : Cesare Balbo, homme politique et écrivain italien († 3 juin 1853).

### Décembre
- 6 décembre : Joseph Abrahamson, officier et pédagogue danois († 6 janvier 1847).
- 24 décembre : Étienne de Sauvage, homme politique belge († 24 août 1867).

### Date inconnue
- Auguste Hüssener, graveuse et peintre allemande († 13 février 1877).
- Jean-Sébastien Rouillard, peintre français († 1852).
- Victorine-Angélique-Amélie Rumilly, peintre française († 1849).
- Francisco Soto, homme politique colombien († 1er février 1846).
- Pierre-Théodore Suau, peintre d’histoire français († 1856).
- Pieter Vanderghinste, compositeur belge († 21 octobre 1861).

## Décès en 1789
- 21 janvier : Paul Henri Dietrich, baron d'Holbach, savant et philosophe matérialiste d’origine allemande et d’expression française (° 8 décembre 1723).
- 7 avril : Abdülhamid Ier, sultan ottoman (° 20 mars 1725).
- 15 avril : Jean André de Veron de La Borie, militaire français, gouverneur de Sainte-Lucie aux Antilles (° 30 novembre 1733).
- 18 avril : Étienne Moulinneuf, peintre français (° 30 décembre 1706).
- 5 mai : Giuseppe Baretti, écrivain, érudit, dramaturge, polémiste, critique littéraire, lexicographe et traducteur italien (°24 avril 1719).
- 9 mai : Giuseppe Bonito, peintre rococo italien (° 11 janvier 1707).
- 15 mai : Jean-Baptiste Marie Pierre, peintre, graveur, dessinateur et administrateur français (° 6 mars 1714).
- 25 mai : Anders Dahl, botaniste suédois (° 17 mars 1751).
- 4 juin : Louis Joseph Xavier François de France, dauphin de France, de la tuberculose (° 22 octobre 1781).
- 14 juillet :
  - Jacques de Flesselles, Prévôt des marchands de Paris (° 11 novembre 1730).
  - Bernard-René Jordan de Launay, gouverneur de la Bastille (° 9 avril 1740).
  - Isaac Panchaud, banquier et financier britannique (° 1737).
- 15 juillet : Jacques Duphly, compositeur, organiste et claveciniste français (° 12 janvier 1715).
- 24 septembre : Johann Nikolaus Seip, théologien luthérien allemand (° 20 décembre 1724).
- 22 octobre : Benjamin Carrard, ministre protestant et naturaliste suisse (° 21 janvier 1730).
- 3 décembre : Claude Joseph Vernet, peintre paysagiste français né à Avignon (° 14 août 1714).
- 7 décembre : Francesc Mariner, organiste et compositeur espagnol (° 1720).
- 23 décembre : Abbé de l'Épée, auteur du langage des sourds-muets (° 22 novembre 1712).

## Liste des chefs d'État des cinq continents au 14 juillet 1789

### Europe
- Principauté d'Andorre : Louis XVI de France, co-prince (1774 à 1792) et José Ier de Boltas, co-prince épiscopal (1785 à 1795).
- Caucasie : 
  - Royaume de Géorgie : Irakli II, roi (1762 à 1798).
  - Principauté de Gourie : Simon II, prince (1744 à 1778 et 1785 à 1792).
  - Royaume d'Iméréthie : Salomon II, roi (1789 à 1810).
  - Principauté de Mingrélie : Grégoire Ier, prince (1788 à 1791 et 1794 à 1802 et 1802 à 1804).
- Royaume de Danemark : Christian VII, roi (1766 à 1808).
- Royaume d'Espagne : Charles IV, roi (1788 à 1808).
- Royaume de France : Louis XVI, roi (1774 à 1792).
  - Duché de Bouillon : Godefroy IV Charles, duc (1771 à 1792).
  - Principauté de Monaco : Honoré III, prince (1733 à 1793).
- Empire Germanique : Joseph II d'Autriche, empereur (1765 à 1790).
  - Principauté d'Anhalt-Bernbourg : Frédéric-Albert, prince (1765 à 1796).
  - Principauté d'Anhalt-Dessau : Léopold III, prince (1751 à 1817) ; note : le prince deviendra duc en 1807.
  - Principauté d'Anhalt-Köthen : Charles II, prince (1755 à 1789).
  - Principauté d'Anhalt-Zerbst : Frédéric-Auguste, prince (1747 à 1793).
  - Archiduché d'Autriche : Joseph II, archiduc (1780 à 1790).
  - Principauté-Électorale de Bavière : Charles-Théodore, prince-Électeur (1777 à 1799).
  - Royaume de Bohême : Joseph II d'Autriche, roi (1780 à 1790).
  - Duché de Brünswick-Bévern : Frédéric-Charles, duc (1781 à 1806).
  - Duché de Brünswick-Wolfenbüttel : Charles II, duc (1780 à 1806).
  - Duché des Deux-Ponts-Birkenfeld : Charles III, duc (1775 à 1795).
  - Principauté-Électorale de Hanovre : George III de Grande-Bretagne, prince-électeur (1760 à 1803 et 1814 à 1820) ; note : le prince-électeur deviendra roi en 1814.
  - Principauté de Hohenzollern-Hechingen : Joseph-Frédéric, prince (1750 à 1798).
  - Principauté de Hohenzollern-Sigmaringen : Antoine-Aloÿs, prince (1785 à 1831).
  - Principauté de Liechtenstein : Aloÿs Ier, prince (1781 à 1805).
  - Principauté épiscopale de Liège : César-Constantin d'Hoensbroeck, prince-évêque (1784 à 1792).
  - Duché de Mecklembourg-Schwerin : Frédéric-François Ier, duc (1785 à 1837) ; note : le duc deviendra grand-duc en 1815.
  - Duché de Mecklembourg-Strelitz : Adolphe-Frédéric IV, duc (1752 à 1794).
  - Principauté de Montbéliard : Charles II Eugène de Würtemberg, prince (1737 à 1793).
  - Principauté de Nassau-Dietz : Guillaume V, prince (1751 à 1795).
  - Principauté de Nassau-Sarrebrück : Louis Ier, prince (1768 à 1794).
  - Principauté de Nassau-Usingen : Charles-Guillaume, prince (1775 à 1803).
  - Principauté de Nassau-Weilbourg : Frédéric-Guillaume Ier, prince (1788 à 1816) ; note : le prince deviendra duc en 1814.
  - Duché d'Oldenbourg : Guillaume Ier, duc (1785 à 1810 et 1813 à 1823) ; note : le duc deviendra grand-duc en 1815.
  - Principauté-Électorale du Palatinat : Charles-Théodore de Bavière, prince-électeur (1742 à 1799).
  - Principauté-Électorale de Saxe : Frédéric-Auguste III, prince-électeur (1763 à 1827) ; note : le prince-électeur deviendra roi en 1806 sous le nom de Frédéric-Auguste Ier.
  - Duché de Saxe-Gotha-Altenbourg : Ernest II, duc (1772 à 1804).
  - Duché de Saxe-Hildburghausen : Frédéric Ier, duc (1780 à 1826).
  - Duché de Saxe-Meiningen : Georges Ier, duc (1763 à 1803).
  - Duché de Saxe-Cobourg-Saalfeld : Ernest-Frédéric, duc (1764 à 1800).
  - Duché de Saxe-Weimar-Eisenach : Charles-Auguste Ier, duc (1758 à 1828) ; note : le duc deviendra grand-duc en 1815.
  - Duché de Schleswig-Holstein : Christian VII de Danemark, duc (1773 à 1808).
  - Principauté de Schwarzbourg-Rüdolstadt : Louis-Gonthier IV, prince (1767 à 1790).
  - Principauté de Schwarzbourg-Sondershausen : Christian-Gonthier III, prince (1758 à 1794).
  - Principauté de Waldeck-Pyrmont : Frédéric Ier, prince (1763 à 1812).
  - Duché de Wurtemberg : Charles II Eugène, duc (1737 à 1793).
- Royaume de Grande-Bretagne : George III, roi (1760 à 1820).
- Royaume de Hongrie : Joseph II d'Autriche, roi (1780 à 1790).
- Italie :
  - États de l'Église (Saint-Siège) : Pie VI, pape (1775 à 1799).
  - République de Lucques : Carlo Provenzali, gonfalonier (1er juillet au 31 août 1789).
  - Duché de Massa et Carrare : Marie-Thérèse, duchesse (1731 à 1790).
  - Duché de Modène : Hercule III Renaud, duc (1780 à 1796).
  - Royaume de Naples : Ferdinand IV, roi (1759 à 1806 et 1815 à 1825) ; note : deviendra roi des Deux-Siciles (Naples et Sicile) en 1816 sous le nom de Ferdinand Ier.
  - Duché de Parme : Ferdinand Ier, duc (1765 à 1802).
  - Principauté de Piombino : Antoine II, prince (1777 à 1801).
  - République de Saint-Marin : Giuliano Belluzzi et Silvestro Masi, capitaines-régents (1er avril au 1er octobre 1789).
  - Royaume de Sardaigne : Victor-Amédée III de Savoie, roi (1773 à 1796).
  - Duché de Savoie-Piémont : Victor-Amédée III, duc (1773 à 1792).
  - Royaume de Sicile : Ferdinand III, roi (1759 à 1825) ; note : deviendra roi des Deux-Siciles (Naples et Sicile) en 1816 sous le nom de Ferdinand Ier.
  - *Principauté équestre de Malte : François-Emmanuel de Rohan-Polduc, prince et grand maître (1775 à 1797).
  - Grand-Duché de Toscane : Léopold Ier, grand-duc (1765 à 1790).
  - République de Venise : Ludovico Manin, doge (1789 à 1797).
- Royaume de Norvège : Christian VII de Danemark, roi (1766 à 1808).
- Royaume de Pologne : Stanislas II Auguste, roi (1764 à 1795).
- Royaume de Portugal : Marie Ire, reine (1777 à 1807 et 1814 à 1816).
- République des Provinces-Unies : Guillaume V de Nassau-Dietz, stathouder (1751 à 1795).
- Royaume de Prusse : Frédéric-Guillaume II, roi (1786 à 1797).
- Empire de Russie : Catherine II, impératrice (1762 à 1796).
  - Duché de Courlande : Pierre Ier, duc (1769 à 1795).
- Royaume de Suède : Gustave III, roi (1771 à 1792).
- Suisse :
  - Canton d'Appenzell-Rhodes-Extérieures : Laurenz Wetter, landamann (1788 à 1790).
  - Canton d'Appenzell-Rhodes-Intérieures : Karl-Franz Bischofberger, landamann (1788 à 1790).
  - Principauté épiscopale de Bâle : François-Joseph de Roggenbach, prince-évêque (1782 à 1792).
  - Canton de Berne : Niklaus-Friedrich von Steiger, avoyer (1788 à 1790).
  - Canton de Fribourg : François Romain de Werro, avoyer (1789 à 1790).
  - République de Genève : Augustin de Candolle, 1er syndic (1789 à 1790).
  - Canton de Glaris : Félix-Anton Müller, landamann (1789 à 1791).
  - Principauté de Neuchâtel : Frédéric-Guillaume II de Prusse, prince (1786 à 1797).
  - Canton de Nidwald : Jost-Rémigius Transchler, landamann (1789 à 1790).
  - Canton d'Obwald : Johann-Melchior Bucher, landamann (1789 à 1790).
  - Principauté abbatiale de Saint-Gall : Beda Angerhrn, prince-abbé (1767 à 1796).
  - Canton de Schwytz : Josef-Karl-Dominik Jütz, landamann (1787 à 1791).
  - Canton d'Uri : Karl-Thaddäus Schmid, landamann (1788 à 1790).
  - Comté du Valais : François-Melchior Zen-Ruffinen, comte-préfet (1780 à 1790).
  - Canton de Zoug : Klémens-Franz-Damian Weber, ammän (1788 à 1790).

### Multi-continentaux
- Empire Ottoman (en Europe, Asie et Afrique) : Sélim III, sultan (1789 à 1807).
  - Principauté épiscopale de Monténégro (en Europe) : Pierre Ier Petrovick-Njegos, prince-évêque (1782 à 1830).
  - République de Raguse (en Europe) : Balthasar de Gozze, recteur (1777 à 1797).
  - Principauté de Valachie (en Europe) : Nicolas V Mavroyenis, prince (1786 à 1790).
  - Beylicat de Bagdad (en Asie) : Soliman II, bey (1780 à 1802).
  - Chérifat de La Mecque (en Asie) : Ghalib, grand-chérif (1788 à 1803 et 1803 à 1813).
  - Émirat du Liban (en Asie) : Béchir II, émir (1788 à 1840).
  - Côte des Barbaresques (en Afrique) :
    - * Régence d'Alger : Mohammed V, dey (1766 à 1791).
    - * Régence de Tripoli : Ali Ier, dey (1754 à 1793).
    - * Régence de Tunis : Hammouda Ier, bey (1782 à 1814).

### Amérique
- Vice-royauté du Brésil : Luis de Vasconcelos, vice-roi (1778 à 1790) ; note : le vice-roi représentait la reine de Portugal.
- République des États-Unis d'Amérique : George Washington, président (1789 à 1797).
- Indes Occidentales :
  - Vice-royauté de Nouvelle-Espagne : Manuel-Antonio Flores, vice-roi (1787 à 1789) ; note : le vice-roi représentait le roi d'Espagne.
  - Vice-royauté de Nouvelle-Grenade : José-Manuel de Ezpeleta, vice-roi (1789 à 1797) ; note : le vice-roi représentait le roi d'Espagne.
  - Vice-royauté du Pérou : Teodoro de Croix, vice-roi (1784 à 1790) ; note : le vice-roi représentait le roi d'Espagne.
  - Vice-royauté de Rio de la Plata : Nicolas del Campo, vice-roi (1784 à 1789) ; note : le vice-roi représentait le roi d'Espagne.
- Royaume de Mosquitie : Georges II Auguste, roi (1776 à 1800).

### Afrique
- Comores :
  - Sultanat d'Anjouan : Halimah IV, sultane (1788 à 1792).
  - Sultanat de Grande-Comore : Saïd-Isa, sultan-tibé (1782 à 1812).
  - Sultanat de Mayotte : Boina-Kombo Ier, sultan (1752 à 1790).
- Dancalie :
  - Sultanat d'Aoussa (Afar) : Aydahis Ier, sultan (1779 à 1801).
  - Sultanat de Rehayto : Burhan-Saddik, sultan (1780 à 1815).
  - Sultanat de Tadjourah : Hammed Ier, sultan (1770 à 1800).
- Empire d'Éthiopie : Tékla-Giorgis Ier, empereur (1788 à 1789 et 1794 à 1795 et 1795 à 1796 et 1798 à 1799 et 1800).
  - Royaume de Choa : Asfa-Wossen II, roi (1775 à 1807).
  - Principauté de Godjam : Haïlu-Yosedek, prince (1784 à 1795).
  - Principauté du Tigré : Gabre-Maskal, prince (1788 à 1790).
- Pays des Grands Lacs :
  - Royaume du Bouganda : Junju-Sendereya, roi (1780 à 1797).
  - Royaume du Bounyoro-Kitara : Kyebambe III Nyamatukura, roi (1786 à 1835).
  - Royaume de Bukerewe : Mihigo II, omukama (1780 à 1820).
  - Royaume du Burundi : Mwambutsa IV Mbarisa, roi (1767 à 1795).
  - Royaume de Kabare : Nabushi XX Birhenjira, roi (1760 à 1799).
  - Royaume de Karagwe : Ntare V Ntiibanyoro, omugabe (1774 à 1794).
  - Royaume de Kooki : Kitahimbwa II, omukama (1785 à 1832).
  - Royaume du Rwanda : Kigeri III Ndabarasa, roi (1768 à 1792).
- Haute-Guinée : 
  - Royaume du Bénin : Akenbuda, oba (1750 à 1804).
- Côte de l'Or :  
  - Royaume d'Ashanti : Osei Kwame Panyin, roi (1777 à 1798).
  - Royaume d'Akuapem : Nana-Obuobi-Atiemo, roi (1765 à 1792).
  - Royaume de Bono-Tekyiman : Kyereme-Kofi, roi (1782 à 1830).
  - Royaume d'Okyeman : Obirikorang-Aboree, roi (1783 à 1790).
  - Royaume de Denkyira : Amoako-Atta-Yiadom, reine (1770 à 1793).
- Pays Fon : 
  - Royaume d'Ajatche-Ipo : Ayaton, roi (1783 à 1794).
  - Royaume d'Allada : Deka, roi (1742 à 1792).
  - Royaume de Dahomey : Agonglo, roi (1789 à 1797).
- Pays Yorouba :  
  - Royaume d'Eko : Osinlokun, oba (1780 à 1819).
  - Royaume d'Ifé : Odunle-Akinmoyero, oni (1780 à 1800).
  - Royaume d'Ijebu : Gbelebuwa Ier, awujale (1760 à 1790).
  - Royaume d'Iwo : Ogunmakinde-Ande, oluwo (1744 à 1816).
  - Royaume d'Ogbomoso : Ikumoyede-Ajo, soun (1770 à 1797).
  - Empire d'Oyo : Adedipe-Elewuokun, oba (1781 à 1833).
- Émirat de Harar : Abdel-Shakur, émir (1783 à 1794).
- Empire du Kaffa : Shagi-Sherocho, empereur (1775 à 1795).
- Madagascar : 
  - Royaume d'Antakarana : Lamboeny, roi (1710 à 1790).
  - Imérina :
  - * Royaume d'Ambohimanga : Andrianampoinimérina, roi (1787 à 1810) ; note : deviendra roi d'Imerina en 1803.
  - * Royaume d'Imarovatana : Andriantomponimérinamandinby, roi (1774 à 1803).
  - * Royaume d'Imérinatsino : Andrianamboatsimarofy, roi (1787 à 1798).
  - Royaume d'Isandra : Andriamanalina Ier, roi (1736 à 1790).
  - Pays Sakalava :
  - * Royaume de Boïna : Ravahiny, reine (1778 à 1808).
  - * Royaume de Ménabé : Andrianamboatsimarofy, roi (1774 à 1794).
- Maghreb :
  - Sultanat de Touggourt : Farhat II, sultan (1782 à 1792).
  - Empire du Maroc : Mohammed III, sultan (1757 à 1790).
- Pays des Maures : 
  - Émirat de Brakna : Mohammed Ier, émir (1766 à 1800).
  - Émirat de Trarza : Mohammed Ier Babana, émir (1786 à 1793).
- Nigritie :
  - Pays Bambara :
  - * Royaume de Kaarta : Sirabo, roi (1780 à 1799).
  - * Royaume de Ségou : Manson-Makoto, roi (1787 à 1808).
  - Sultanat de Bondou : Mousa-Gay-Si, sultan (1786 à 1790).
  - Royaume de Gwiriko : Magan-Oulé-Ouattara, roi (1749 à 1809).
- Pays Haoussa : 
  - Sultanat de Damegaram : Mahaman-Babu-Tsaba, sultan (1787 à 1790).
  - Royaume de Gobir : Bawa II, sarkin (1777 à 1795).
  - Royaume de Kano : Mohamman-Alwali, sarkin (1781 à 1807).
  - Royaume de Katsina : Gida-Agwaragi-Maikere, sarkin (1782 à 1806).
  - Royaume de Kebbi : Solimana II, sarkin (1775 à 1803).
  - Royaume de Zazau : Ishak II Jatau, sarkin (1782 à 1806).
- Royaume du Khasso : Demba-Seega-Jaalo, roi (1744 à 1795).
- Sultanat de Mandara : Bukara-Jama, sultan (1773 à 1828).
- Pays Mossi : 
  - Royaume de Ouagadougou : Naba-Doulougou, empereur (1783 à 1802).
  - Royaume du Yatenga : Naba-Saga, roi (1787 à 1803).
- Royaume de Noupé : Maazu, etsu (1778 à 1795).
- Pays Ouolof : 
  - Royaume du Cayor : Birima-Fatim-Penda, roi (1777 à 1790).
  - Royaume de Djolof : Mba-Kumpaas-Njaye, roi (1770 à 1805).
  - Royaume de Waalo : Fara-Penda-Teg-Rel II, roi (1780 à 1795).
- Pays Peul : 
  - Imamat du Fouta-Toro : Abdelkader-Torodo, almamy (1776 à 1806).
  - Royaume du Macina : Ya-Gallo II, roi (1780 à 1801).
- Soudan : 
  - Sultanat de l'Aïr : Mohammed al-Adil, sultan (1768 à 1810)
  - Sultanat de Baguirmi : Abdul-Rahman-Gaourang Ier, sultan (1784 à 1806).
  - Sultanat du Darfour : Abdul-Rahman er-Rachid, sultan (1785 à 1799).
  - Sultanat de Kanem : Ali IV Dunamani, sultan (1753 à 1793).
  - Sultanat de Ouaddaï : Mohammed-Jawda, sultan (1747 à 1795).
- Nigritie Méridionale :
  - Royaume du Kongo : José II Alfonso, roi (1788 à 1791).
  - Royaume Kuba : Kata-Mbula, roi (1776 à 1810).
  - Empire Luba : Ilunga-Nsungu, empereur (1781 à 1809).
  - Royaume Lunda : Cikombe-Yaava, empereur (1775 à 1800).
  - Royaume de Matamba : Francisco II Kalueteka-Mbandi, roi (1767 à 1810).
  - Royaume Orungu : Ngwerangu-Iwono, roi (1750 à 1790).
- Zambézie :
  - Royaume du Kazembe : Kazembe III Ilunga-Lukwesa, roi (1760-1805).
  - Royaume Lozi : Mulambwa-Santulu, roi (1780 à 1830).
- Zanguebar :
  - Sultanat de Kilwa-Kisiwani : Hassan X, sultan (1777 à 1797).
  - Sultanat de Mombasa : Ahmed Ier, sultan (1782 à 1812).
  - Sultanat de Paté : Fumo-Amadi, sultan (1779 à 1809).

### Asie
- Royaume d'Afghanistan : Timour-Chah, roi (1772 à 1793).
  - Baloutchistan :
    - *Khanat de Kélat : Hussein-Nasser-Khan Ier, khan (1749 à 1794).
    - *Émirat de Kharan : Abbas-Khan II, mir (1780 à 1790).
    - *Principauté de Las Bela : Mir-Khan Ier, sahib (1776 à 1818).
    - *Principauté de Makran : Mahmoud-Khan Ier, nazem (1751 à 1816).
    - *Principauté de Chitral : Shah-Nawaz-Khan, mehtar (1788 à 1798 et 1818 à 1833).
    - *Émirat de Khairpur : Sohrab-Ali-Khan, mir (1783 à 1830).
    - *Émirat du Sind : Feth-Ali-Khan, mir-khan (1783 à 1802)
- Empire d'Annam : Thai-Duc, empereur (1778 à 1793).
- Arabie : 
  - Émirat de Bahreïn : Ahmed Ier, émir (1783 à 1794).
  - Cheikhat du Koweït : Abdallah Ier, cheikh (1762 à 1814).
  - Sultanat de Lahij : Fadhl II, sultan (1775 à 1791).
  - Sultanat de Mascate-et-Oman : Ahmed II, sultan (1786 à 1792).
  - Émirat du Nedjd : Abdul-Aziz Ier, émir (1765 à 1803).
  - Sultanat de Qishn-et-Socotora : Tawari Ier, sultan (1780 à 1800).
  - Sultanat de Sayoun : Ahmed Ier, sultan (1760 à 1800).
  - Imamat du Yémen : Ali IV al-Mansour, imam (1775 à 1809).
- Royaume d'Assam : Suhitpangha-Gaurinathasimha, roi (1780 à 1792 et 1796 à 1808).
- Royaume de Birmanie : Bodawpaya, roi (1782 à 1819).
- Royaume du Cambodge : Ang Eng, roi (1779 à 1797).
- Empire de Chine : Kien-Long, empereur (1735 à 1796).
  - Principauté du Baltistan : Ali-Shir-Shah, raja (1787 à 1800).
  - Royaume de Corée : Chong-Djo, roi (1776 à 1800).
  - Émirat de Hunza : Mirza-Khan II, mir (1780 à 1790).
  - Khanat de Qomul : Ardacher-Khan, khan (1779 à 1813).
  - Royaume du Ladakh : Tséten-Namgyal, roi (1781 à 1812).
  - Royaume du Sikkim : Tenzing-Namgyal, roi (1780 à 1793).
  - Royaume du Tibet : Jampel Gyatso, dalaï-lama (1758 à 1804).
- Royaume de Champa : Po-Tithundaparang, roi (1786 à 1793).
- Empire du Dai-Viêt : Quang-Trung, empereur (1788 à 1792).
- Insulinde :
  - Royaume de Bali : Dewa-Agung-Sakti de Klungkung, susuhunan (1760 à 1790).
    - *Principauté de Buleleng : Anak-Ngurah-Made-Djelantik, raja (1780 à 1793).
    - *Principauté de Gianyar : Dewa-Manggis V Di-Madya, raja (1788 à 1820).
    - *Principauté de Karang-Asem : Gusti-Gede-Ngurah-Karang-Asem, raja (1775 à 1806).
    - *Principauté de Klungkung : Dewa-Agung-Sakti, raja (1760 à 1790).
    - *Principauté de Mengwi : Gusti-Agung-Ngurah-Made-Agung Ier, raja (1780 à 1823).

  - Bornéo :
    - *Sultanat de Bandjermasin : Tahmidoullah II, sultan (1786 à 1808).
    - *Sultanat de Brunei : Mohammed IV Tadjuddin, sultan (1780 à 1804 et 1804 à 1807).
    - *Sultanat de Bulungan : Aji-Mohammed, sultan (1777 à 1817).
    - *Royaume de Kutai : Mohammed-Salahuddin Ier, sultan (1780 à 1816).
    - *Sultanat de Paser : Anom-Alam-Shah, sultan (1788 à 1799).
    - *Sultanat de Pontianak : Abdul-Rahman, sultan (1771 à 1808).
    - *Sultanat de Sambas : Omar-Akhamuddin II, sultan (1762 à 1790).
    - *Sultanat de Simpang : Mohammed-Jamaluddin-Kusumo-Ningrat Ier, sultan (1762 à 1819).
    - *Sultanat de Sintang : Abdul-Rachid Muhammad-Jamaluddin Ier, sultan (1786 à 1796).

  - Célèbes :
    - * Royaume de Bone : La-Tanritapu-Ahmed-Shahmuddin, arumpone (1775 à 1812).
    - * Sultanat de Butung : La-Masalomu-Alimuddin, sultan (1788 à 1791).
    - * Sultanat de Gowa : I-Mannawarri-Mangasa-Abdul-Hadi, sultan (1781 à 1810).
    - * Royaume de Luwu : La-Tanri-Leleang-Maesa-Mahatuddin, datu (1770 à 1809).
    - * Royaume de Sidereng : Towappo-Abdallah, adatuwang (1760 à 1824).
    - * Royaume de Soppeng : La-Onrong-Noah-Patiro, raja (1765 à 1820).
    - * Sultanat de Tallo : I-Maddelung-Siti-Saliha II, sultane (1780 à 1824).
    - * Sultanat de Tanette : Abdul-Kader-Muhieddin, sultan (1768 à 1807).

  - Java :
    - * Sultanat de Banten : Aboul-Mofakhir II Mohammed-Alaeddin, sultan (1777 à 1802).
    - * Empire de Surakarta : Pakubuwono IV, susuhunan (1788 à 1820).
    - * Sultanat de Yogyakarta : Hamengku-Buwono Ier, sultan (1749 à 1792).

  - Madura :
    - * Royaume de Bangkalan : Tjokro-Adi-Ningrat VII, panembahan (1780 à 1815) ; note : le panembahan deviendra sultan en 1808.
    - * Principauté de Sumenep : Tirta-Negoro-Noto-Kusumo Ier, pangeran (1767 à 1811).

  - Moluques :
    - * Sultanat de Ternate : Iskander II Malik, sultan (1781 à 1796).
    - * Sultanat de Tidore : Hairul-Alam-Kamaluddin-Asgar, sultan (1784 à 1797).

  - Sumatra :
    - * Sultanat d'Asahan : Deva-Shah, sultan (1765 à 1805).
    - * Sultanat d'Atjeh : Alaeddin VI Mohammed, sultan (1781 à 1795).
    - * Émirat de Deli : Amaluddin Ier Mengedar-Alam, émir (1761 à 1824) ; note : l'émir deviendra sultan en 1814.
    - * Sultanat de Djambi : Anom-Ingologo-Akhmed-Zainuddin, sultan (1770 à 1790).
    - * Royaume de Minangkabau : Basuru-Alam-Muning-Shah II Radjah-Alam, raja (1780 à 1798).
    - * Sultanat de Palembang : Mohammed-Bahauddin, sultan (1776 à 1803).
    - * Sultanat de Siak : Yahya-Abdul-Jalil-Mozaffer, sultan (1781 à 1797).
    - * Royaume de Serdang : Ainan-Johan-Alam-Shah, raja (1782 à 1822).

  - Sultanat de Sumbawa : Mahmoud-Jereweh, sultan (1780 à 1791) :
    - * Sultanat de Bima : Shafiuddin-Abdul-Hamid-Mohammed, sultan (1773 à 1817).
    - * Sultanat de Dompu : Abdul-Wahab, sultan (1749 à 1793).
- Empire du Japon : Tomo-Hito II, empereur (1779 à 1817).
  - Royaume de Ryu-Kyu : Sho-Boku, roi (1752 à 1795).
- Royaume du Khorasan : Chah-Rokh, chah (1750 à 1796).
- Lan-Chang : 
  - Royaume de Champassak : Pha-Photi-Chao, roi (1738 à 1791).
  - Royaume de Luang Prabang : Souriyavongsa II, roi (1768 à 1791).
  - Royaume de Vientiane : Nanthesan, roi (1781 à 1795).
  - Royaume de Xieng-Khouang : Chao-Som-Phu, roi (1782 à 1802).
- Sultanat de Maguindanao : Mohammed-Azimuddin, sultan (1780 à 1805).
- Péninsule de Malacca : 
  - Sultanat de Johore-Pahang : Mahmoud III Riayat, sultan (1770 à 1811).
  - Principauté de Kelantan : Long-Yunus, raja (1763 à 1795).
  - Sultanat du Negri-Sembilan : Mahmoud-Shah, sultan (1730 à 1795).
  - Sultanat de Perak : Alaeddin-Mansour, sultan (1773 à 1792).
  - Sultanat de Selangor : Ibrahim-Shah, sultan (1778 à 1826).
- Sultanat des Maldives : Hassan-Nouruddin Ier, sultan (1779 à 1799).
- Empire Moghol (Indes) : Shah-Alam II, empereur (1788 à 1806).
  - Principauté d'Alwar : Pratap-Singh, rao-radjah (1775 à 1791).
  - Principauté de Bahawalpur : Mohammed-Bahawal-Khan II, nabab (1772 à 1809).
  - Royaume de Baroda : Fatesinh-Rao Ier, maharadjah (1778 à 1789).
  - Royaume de Bharatpur : Ranjît Singh, maharadjah (1778 à 1805).
  - Principauté de Bhopal : Hayat-Mohammed-Khan, nabab (1777 à 1807).
  - Royaume de Bikaner : Surat-Singh, maharadjah (1787 à 1828).
  - Principauté de Bundi : Umaid-Singh, rao-radjah (1773 à 1804).
  - Principauté de Bussahir : Ugar-Singh, rana (1785 à 1803).
  - Principauté de Carnatic : Mohammed-Ali-Khan Ier, nabab (1750 à 1795).
  - Principauté de Chamba : Raj-Singh, raja (1764 à 1793).
  - Principauté de Garhwal : Pradyuman-Singh, raja (1785 à 1804).
  - Royaume de Gwalior : Madho-Rao Ier, maharadjah (1768 à 1794).
  - Royaume de Hyderabad : Ali-Khan-Asaf-Jah II, nizam (1762 à 1803).
  - Royaume d'Indore : Devi-Ahilya, maharani (1767 à 1795).
  - Royaume de Jaipur : Pratap-Singh, maharadjah (1778 à 1803).
  - Royaume de Jaisalmer : Mulraj-Singh II, maharawal (1761 à 1820).
  - Royaume de Jodhpur : Vijay-Singh, maharadjah (1772 à 1793).
  - Principauté de Junagadh : Mohammed-Hamid-Khanji Ier, nabab (1774 à 1811).
  - Principauté de Kalahandi : Purusottam-Deo, raja (1771 à 1796).
  - Principauté de Kangra : Samsar-Chandra II, raja (1775 à 1823).
  - Principauté de Keonjhar : Pratap-Balbhadra-Singh, raja (1762 à 1797).
  - Sultanat de Khoudadad : Tipû Sâhib, sultan (1786 à 1799).
  - Principauté de Kolhapur : Shivaji II, raja (1762 à 1813).
  - Royaume de Kotah : Umaid-Singh Ier, maharao (1771 à 1819).
  - Principauté de Kutch : Prithvirajji, rao (1786 à 1801).
  - Principauté de Manipur : Chingthang-Khomba, raja (1763 à 1798).
  - Principauté de Mayurbhanj : Damodar-Bhanj-Deo, raja (1761 à 1796).
  - Royaume de Nagpur : Raghoji II, maharadjah (1788 à 1816).
  - Principauté de Nawanagar : Jasoji, jam (1767 à 1814).
  - Principauté d'Orchha : Vikramajit-Singh, raja (1776 à 1817).
  - Principauté d'Oudh : Yahya-Ali-Khan, nabab (1775 à 1795).
  - Principauté de Panna : Dhokal-Singh, raja (1785 à 1798).
  - Royaume de Patiala : Sahib-Singh, maharadjah (1781 à 1813).
  - Royaume de Patna : Ramchandra-Singh-Deo Ier, maharadjah (1765 à 1820).
  - Principauté de Rewa : Ajit-Singh, raja (1755 à 1809).
  - Principauté de Sambalpur : Jayanta-Singh, raja (1782 à 1797 et 1817 à 1818).
  - Royaume de Satara : Shahu II, maharadjah (1777 à 1808).
  - Principauté de Sirohi : Baïri-Sal II, rao (1782 à 1808).
  - Principauté de Tanjore : Serfoji II, raja (1787 à 1793 et 1799 à 1832).
  - Principauté de Travancore : Rama-Varma II, raja (1758 à 1798).
  - Principauté de Tripura : Rajendra-Manikya II, raja (1783 à 1804).
  - Royaume d'Udaipur (Mewar) : Bhim-Singh, maharana (1777 à 1828).
- Royaume du Népal : Rana-Bahadur-Shah, roi (1777 à 1799).
- Empire de Perse : Lotf-Ali-Chah, chah (1789 à 1794).
  - Khanat de Bakou : Mirza-Mohammed-Khan II, khan (1784 à 1791).
  - Khanat d'Erevan : Mohammed-Khan Ier, khan (1784 à 1804).
  - Khanat du Karabagh : Ibrahim-Khalil-Khan, khan (1761 à 1806).
  - Khanat du Louristan : Mohammed-Hassan-Khan, khan (1779 à 1839).
  - Khanat de Nakhitchevan : Kalb-Ali-Khan, khan (1787 à 1823).
- Royaume de Siam : Yodfa-Chulalok-Rama Ier, roi (1782 à 1809).
  - Sultanat de Kedah : Abdallah-Mukarram, sultan (1778 à 1797).
  - Royaume de Lan-Na : Khanan-Kawila, roi (1775 à 1813).
  - Principauté de Patani : Lamidin, raja (1786 à 1791).
  - Sultanat de Trengganu : Mansour-Riayat Ier, sultan (1733 à 1793).
  - Sultanat de Soulou : Mohammed-Azimuddin II, sultan (1778 à 1791).
- Turkestan : 
  - Khanat de Boukhara : Shah-Mourad-Khan, émir (1770 à 1799).
  - Khanat de Khokand : Narbuta-Khan, khan (1770 à 1800).
  - Khanat de Khorezm : Ghaip-Khan II, khan (1764 à 1791).
- Royaume d'Udarata (Kandy) : Rajadhi-Rajasimha, roi (1782 à 1797).

### Océanie
- Royaume de Bora-Bora : Tapoa Ier, roi (1777 à 1812).
- Royaume d'Hawaï : Kamehameha Ier, roi (1782 à 1819).
- Royaume de Huahine : Tenania, roi (1777 à 1814).
- Royaume de Rurutu : Ariiatua, roi (1765 à 1798).
- Royaume de Tahiti : Pomaré Ier Otoo, roi (1788 à 1791).
- Royaume de Tonga : Fatafehi-Maulubekotufa, roi (1784 à 1793).
- Royaume d'Uvea : Manuka, roi (1767 à 1810).
- Royaume de Vavau : Finau-Ulukalala Ier Maofanga, roi (1777 à 1797).